# Hans Naumann (Soziologe)
Hans Naumann (* 7. April 1908 in Berlin-Schöneberg; † 22. Januar 1977 in Rom) war ein deutscher Romanist und Soziologe. 

## Leben
Hans Naumann, Bruder des Archäologen Rudolf Naumann sowie Sohn von Jenny Naumann, geborene Porzig, und des Oberingenieurs Arndt Naumann, studierte Philosophie, Romanistik und Soziologie an der Friedrich-Schiller-Universität Jena und veröffentlichte seine Dissertation 1935.
Sein vom Krieg unterbrochenes Habilitationsvorhaben über Pierre Joseph Proudhon brachte ihn in Frankfurt mit Max Horkheimer zusammen. Margret Boveri geht 1956 von zentralen Aussagen des "Soziologen Hans Naumann" aus.
1957 beginnt das gemeinsame Wirken von Naumann und  Sigrid von Massenbach (* 15. Mai 1919 in Oldenburg; † 1. Mai 1984 in Rom). Seit der von Naumann 1958 als Herausgeber vorgelegten Soziologie. Ausgewählte Texte zur Geschichte einer Wissenschaft wird Naumann mit den teilweise gemeinsamen Übersetzungen von Werken von Raymond Aron, Gaston Bachelard, Georges Ballandier, Georges Bataille, Roger Callois, Jean Dabin, Joseph Gabel, Georges Gurvitch, Jacques Lacan, Claude Lévi-Strauss, Jules Monnerot, François Perroux, Donatien Alphonse François de Sade und Lucien Sebag zum Vermittler Französischer Soziologie und des Strukturalismus in Deutschland. Zu den Übersetzungen von Sigrid von Massenbach zählen die Memoiren des Herzogs von Saint-Simon.